# Simon Gavanda
Simon Gavanda (...) è un ex giocatore di football americano e allenatore di football americano tedesco che ha giocato come defensive end.

## Palmarès
- 1 Europeo (2014)
- 1 EFL Bowl (Frankfurt Universe, 2016)
- 1 Championship Game (Rhein Fire, 2023)
- 3 Swiss Bowl (Calanda Broncos, 2018, 2019, 2021)
- 1 Herbst Cup A/B (Calanda Broncos, 2020)